# Hipòtesi del matriarcalisme basc
La hipòtesi del matriarcalisme basc o teoria del matriarcalisme basc és una proposta teòrica emesa per Andrés Ortiz Osés, que sosté que l'existència d'una estructura psicosocial centrada en l'arquetip matriarcal femení (mare-dona, el qual troba en l'arquetip de la gran mare basca Mari la projecció de la mare Terra-natura) que "impregna, coagula i cohesiona el grup social tradicional basc d'una manera diferenciadora respecte als pobles indoeuropeus patriarcals", en paraules de A. Ortiz-Osés. Es tracta d'una estructura que, si bé subjau a fenòmens rellevants, no apareix a simple vista, sinó en un rerefons antropològic profund. D'acord amb Bachofen el terme infraestructura psicosocial podria ser usat també per a caracteritzar l'estructura matriarcal, que és una actitud.

## Subestructures profundes complexes

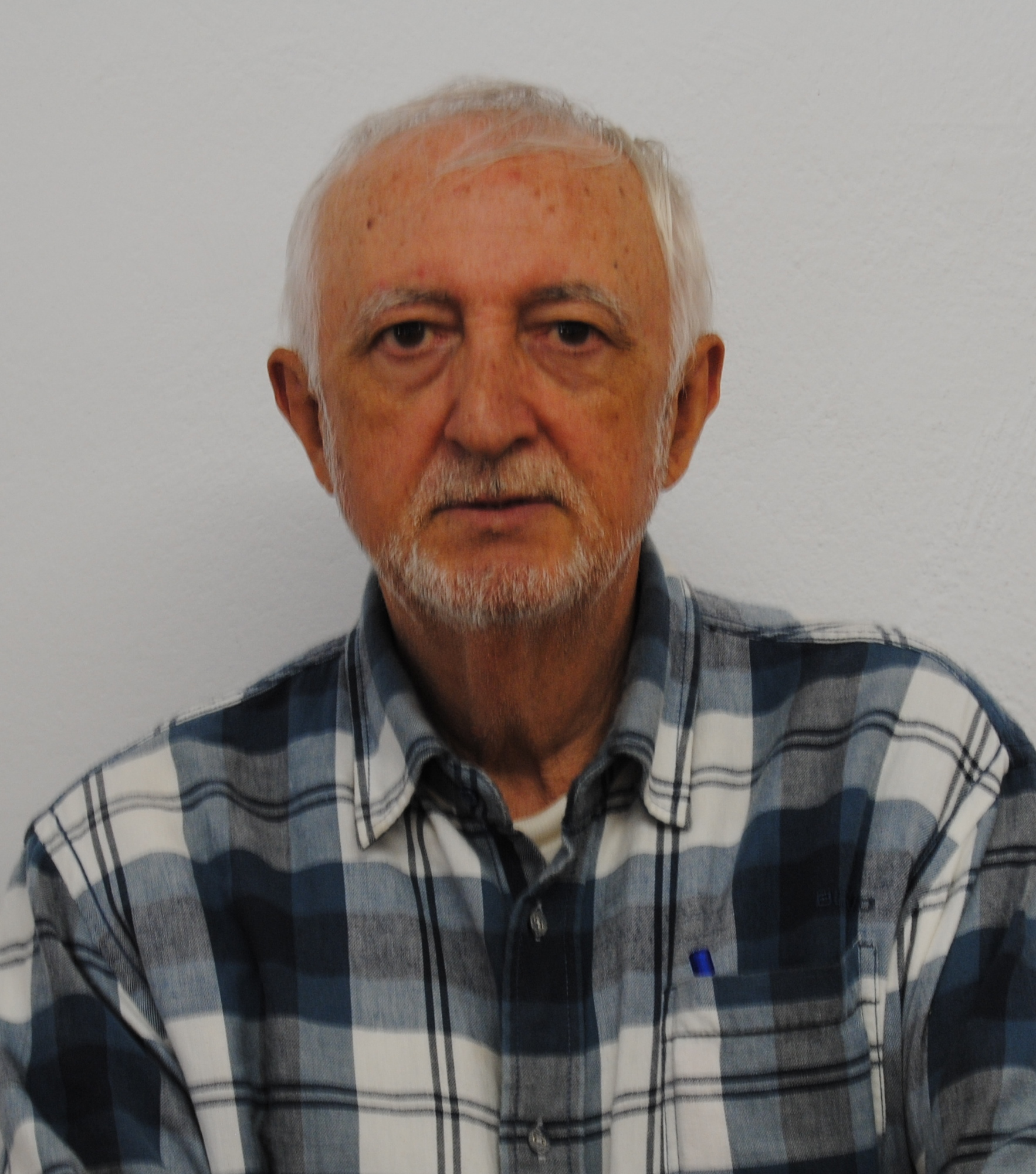
Andrés Ortiz Osés, estudiós del matriarcalisme basc

1.Subestructura psicomítica: la societat i la mitologia gira a l'entorn de la Gran Mare, al mateix temps que aquesta es troba representada com a Mari en la llar com la mare-dona o etxekoandre. Així ens ho recorda José Miguel de Barandiarán:
| « | Etxekoandre, etxekoandere: "és el principal ministre del culte domèstic. Ella practica els actes culturals, com oferir llum i menges als difunts de sa casa, beneir els membres de la seua família una volta a l'any, adoctrinar a tots en el deure de mantenir-se en unió amb els avant-passats (...)" | » |

2.Subestructura social: l'herència i el parentiu es transmeten per línia femenina, segons Julio Caro Baroja es deuria al paper de la dona com a recol·lectora dels aliments en el Paleolític o llauradora d'aixada en el Neolític.
3.Subestructura simbolicolingüística: la realitat s'articula com flux o esdevenir de l'energia femenina adur, que conjuren les sorginak, enfront de la consideració estàtica de la realitat com ser patriarcal. El mateix llenguatge ofereix en la seua interpretació primigènia de la realitat una marca d'assignació del matriarcal femení, el conegut sufix -ba.
4.Subestructura anímica: gran lligam a la mare, dependència "oral" (cf. txokos), germanors, la religió amb un sentit embolcallador o totalitzant del cosmos i de l'existència o izatea, erotisme difús, prepotència dels objectes femenins màgics, autoritarisme matern, etc. D'acord amb la terminologia de G. R. Taylor en Sex in History es podria parlar d'un "matrisme" comunalista-espontaneista enfront d'un "patrisme" individualitzador-culpabilitzant. Això es veuria reflectit en els akelarres i el comunalisme o grupalisme, en el col·lectivisme agrari encara supervivent en llocs com la vall del Baztan o en el comunalisme foral.

### La dona com a sacerdotessa

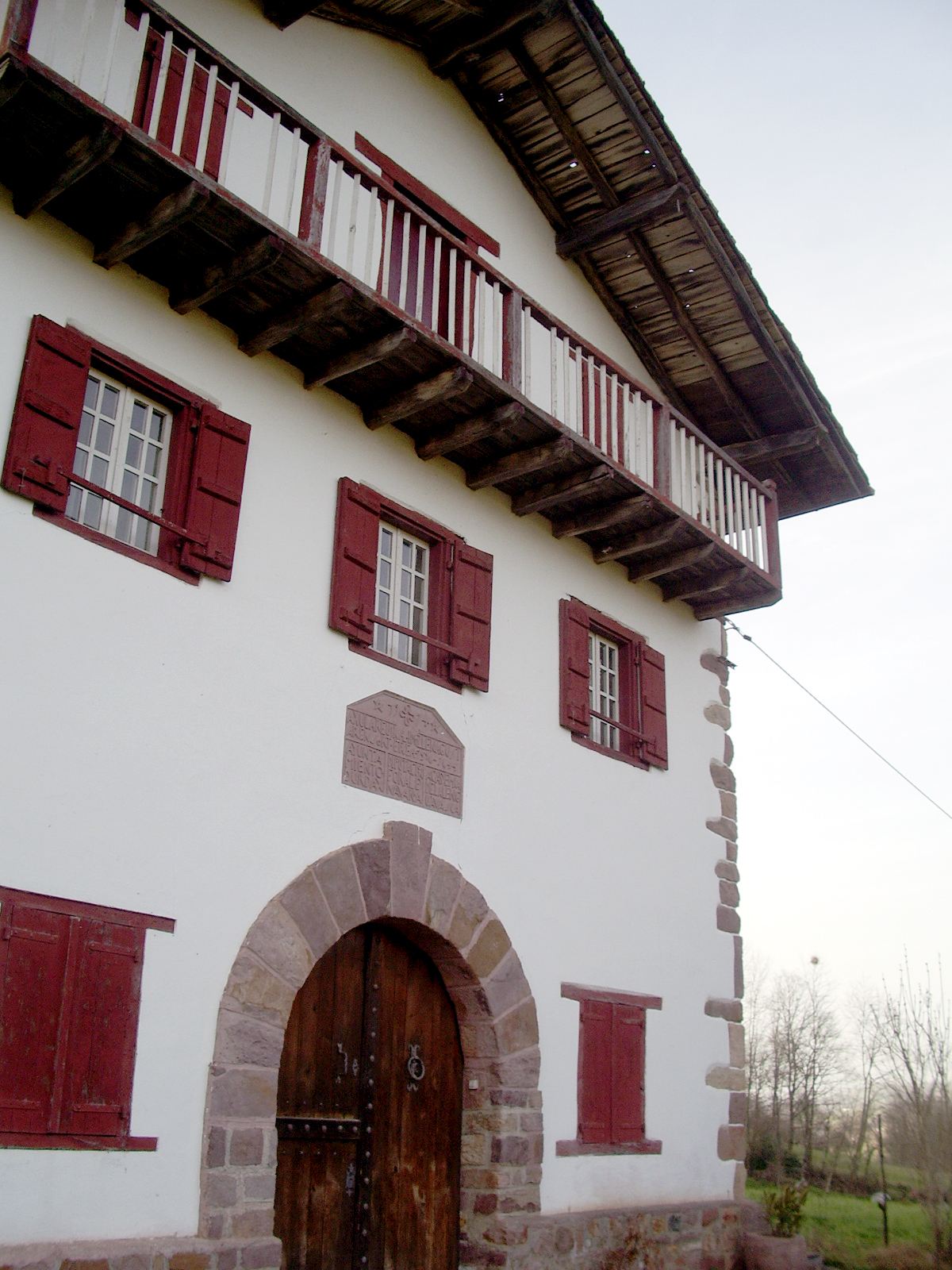
Caseriu basc, llar de la família i del qual és senyora letxekoandre

L'etxekoandre o senyora de la casa és qui representa la casa: presideix així els actes i cerimònies sagrades com la sepultura. Quan no hi ha cap dona de la família que puga assistir a tals actes és reemplaçada per l'andereserora (senyora soror en basc), que és com la sacerdotessa del veïnat que representa les etxekoandre o ministres del culte domèstic. Barandiarán opinava que això havia contribuït a elevar l'estima i consideració en què era tinguda la dona, per això en molts casos era i és instituïda hereva de la casa amb preferència als seus germans, per exemple en els temps forals; situació contrària al dret feudal, d'origen germànic. Exemple de la importància de la dona en el sacerdoci pagà són els ritus que encara es conserven en llocs com Urdiain (Navarra), on en els dos solsticis les dones recorren el poble formant cercles al voltant de les fogueres i cantant cobles a l'Eguzki Amandrea (o l'Àvia Sol).
En l'estima en què els antics bascs tingueren la dona va influir el paper fonamental que aquesta exercí en els diferents aspectes de la vida familiar. Mentre el marit marxava de casa a causa de l'exigències de la vida transhumant, del marí o pescador, era ella qui dirigia les funcions del culte domèstic, elevant la seua dignitat i prestigi i, al seu torn, afavorint la situació social i política de les dones.
Andrés Ortiz Osés defensava des del punt de vista de l'antropologia simbòlica basca que l'Etxe basca, com a casa o caseriu, reconstituïa la cova de la Dea Mari, la representació de la qual era l'Etxekoandre o senyora de la casa. L'etxe basca és radical, elemental i absolutament matriarcal-femenina en opinió del catedràtic d'hermenèutica, doncs és alhora temps i espai d'unió de vius i morts, estatge i sepultura, temple i cementeri i lloc de vida (procreació i naixement) i mort (defunció, enterrament i rememoració).

### Mari, la DeaMare

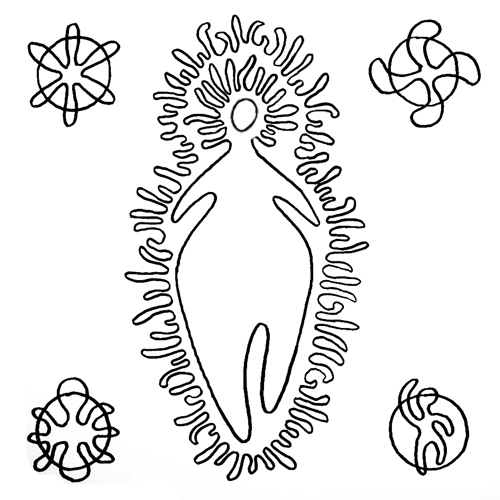
Representació de Mari, la Dea Mare

Mari és la dea principal de la mitologia èuscara, una de les primitives Dees-Mare europees, l'única que ha arribat fins als nostres dies. És el personatge mític més rellevant de les tradicions basques, la senyora de tots els genis tel·lúrics i la mare d'Atarrabi i Mikelats, dues deïtats o genis, el primer signe del bé moral i el segon del signe contrari. Aquesta dea és, per tant, neutral; simbolitza l'equilibri dels contraris propi de la mare terra o Amalur.

Així ho justifica Franz Karl Mayr:
| « | "La figura mítica d'Andra Mari, personificació de la Magna Terra (Ama Lur) i les seues energies vitals, ofereix trets peremptoris i reflexos crebats de la vella dea Mare paleolítica i el seu culte. (...)" | » |

Aquest filòsof defensà que el rerefons arquetípic de la mitologia basca calia inscriure'l en el context d'un paleolític dominat per la Gran Mare, en el qual el cicle de Mari i les seues metamorfosis ofereix tota una simbologia típica del context matriarcal-naturalista. D'acord amb l'arquetip de la Gran Mare, aquesta sol relacionar-se amb cultes de fertilitat, com en el cas de Mari, que és la determinant de la fertilitat-fecunditat, la faedora de pluja o pedra, aquella de les forces tel·lúriques de la qual depenen les collites, l'espai i el temps, la vida i la mort, la sort i la dissort.

Així ho expliquen Andrés Ortiz Osés i Franz Karl Mayr:
| « | " (...) Mari no és sinó la projecció mítica d'una experiència primigènia: l'experiència de la vida viscuda sota el misteri de l'embaràs femení, l'alimentació i cocció femenines, la màgia curativa de la dona, la llar com a centre de la casa. Mari no sols és l'epifania d'Ama Lur (la Mare Terra/Natura i les seues forces personificades) sinó que representa l'ordre natural, les xarxes del qual teixeix i desteixeix, en debanador d'or, a les banyes del seu moltó. A aquesta deïtat màxima basca se li ofereix simbòlicament el moltó, animal sagrat per excel·lència, carregat de valors guaridors i màgics. (...) Mari representa l'arquetip matriarcal predominant en el Paleolític (...) | » |

| « | "La Gran Dea Basca Mari és clarament el símbol de la vida, la natura i les seues forces tel·lúriques; també és la dea mare de tots els petits déus, númens, genis i forces personificades, preeminentment femenines." | » |

### Mites cosmogònics
| «                   | En les primitives mitologies matriarcals, el dia és fill de la nit, el sol de la terra, la claredat de la foscor caòtica omniparidora. | » |
| — Andrés Ortiz-Osés | |   |

Aquesta concepció mítica matriarcal es correspon amb la concepció pròpia dels bascs, clarament reflectida en la seva mitologia. La Terra és mare del Sol i de la Lluna, enfront de les concepcions patriarcals indoeuropees, on el Sol és reflectit com un déu, numen o esperit masculí. A aquestes dues germanes se'ls dedicaven els resos i salutacions a l'alba i al capvespre, quan tornaven al si de la Mare Terra, més enllà de les mars "vermelles".
Aquesta concepció de la Terra com a Mare, lluny de ser aïllada, es troba plasmada en un dels mites cosmogònics més importants i bells, el mite d'Eguzkilorea ('flor sol' en basc o carlina acaulis). En aquest, les dones i homes d'antany sol·licitaven ajut a Amalur (Mare Terra) per protegir-se dels esperits malignes que campaven a pler terroritzant-los. Amalur hi respongué creant dues filles, Ilargi (Lluna) i Eguzki (Sol); aviat, però, aquells esperits aprengueren com evitar la llum d'aquestes i llavors la Mare Terra intervingué per darrera vegada en afers humans, i nasqué del seu si una Eguzkilorea, planta protectora des de llavors contra bruixes, laminak i mals esperits.

## Matriarcalisme, no matriarcat

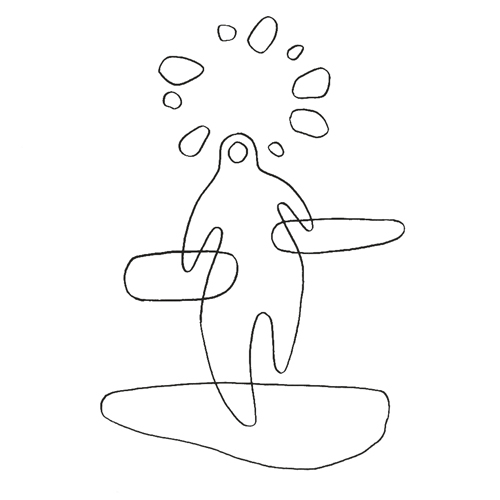
Jentil, figura mitològica basca que desaparegué segons la llegenda amb l'adveniment de Kixmi i de qui només va sobreviure Olentzero i Basajaun

Els antropòlegs no solen usar el terme matriarcat per no haver quedat totalment demostrada l'existència d'un matriarcat en el mateix sentit del que es parla quan s'utilitzada el de patriarcat, és a dir, en el sentit d'una societat dominada per la dona o mare. El matriarcat implicaria una realitat objectiva impositiva, mentre el matriarcalisme és una estructura psicosocial, que més que una realitat objectiva seria una realitat intersubjetiva estructurada a diferents nivells com l'hermenèutic.
És a dir, l'estructura psicosocial de la cultura basca tradicional es pot definir com a matriarcal o matriarcalista, però no com a matriarcat en opinió d'Andrés Ortiz-Osés, doncs mentre el matriarcalisme representa un matricentrisme, o siga, una estructura psicosocial centrada en el símbol de la mare-dona i la seua projecció de la Mare Terra-Natura divinitzada (com l'arquetip de la Gran Mare Basca Mari), un matriarcat suposaria una societat en què el domini de la dona hauria quedat testificat legalment o antropològica fins als nostres dies d'una manera més o menys directa.

## El matriarcalisme basc enfront d'altres estructures psicosocials
El matriarcalisme ancestral basc anterior a l'estructura patriarcal-racionalista i grecoromana cristiana es diferencia d'altres matriarcalismes, com per exemple del matriarcalisme passiu-elemental gallec estudiat per Rof Carballo, perquè presenta un naturalisme actiu. Això es deu a la preponderància de l'element transformador en l'arquetip matriarcal basc (cf. Mari es metamorfoseja en animals, així com els Basajaunak), la copresència tot i que secundària i posterior de l'arquetip patriarcal simbolitzat per la invasió indoeuropea, etc.
El naturalisme actiu basc (sempre en termes hermenèutics) es diferencia del passivisme matriarcal galaic o del passivisme patriarcal indi, el sentit del qual de la vida s'expressa en el grau zero de la vivència (o nirvana).

## Raons de la seua supervivència

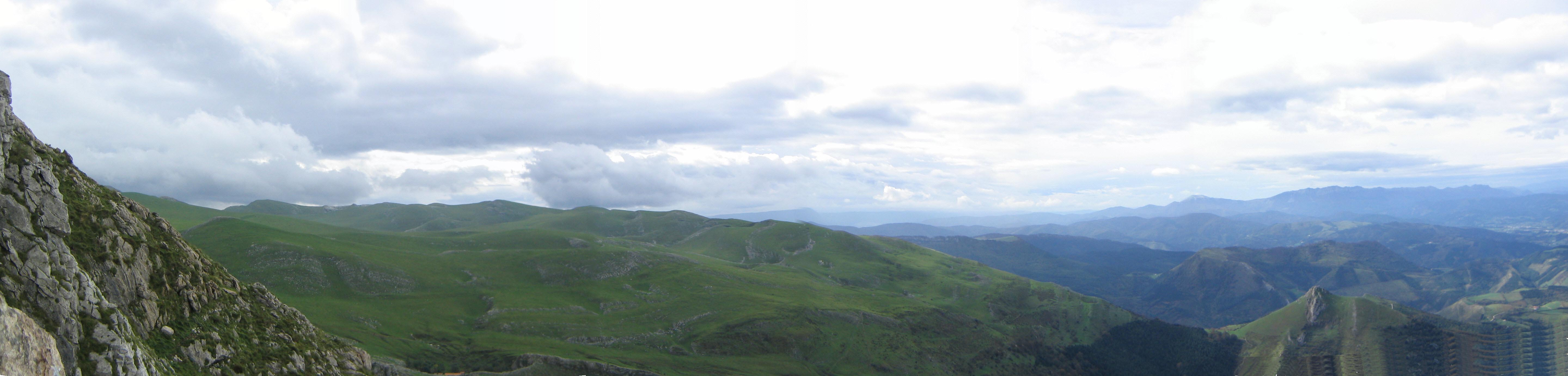
Panoràmica de la Serra d'Aralar, on el 1971 es va descobrir un important antic assentament de gentils (pagans) en Jentilen sukaldea

- La situació retirada d'Euskal Herria pel seu enclavament pirinenc, així com la manca d'un desenvolupament tecnològic amb el consegüent superproduccionisme, impossibilitaren la seua entrada en el context indoeuropeu de tipus patriarcal-racionalista. La importància de la dona basca, siga com a recol·lectora en el Paleolític, siga com a agricultora en el Neolític, ha influït en la pervivència del matriarcalisme basc.

- D'altra banda la tardana cristianització que apuntava el pare Joxemiel Barandiaran en la seua obra L'home primitiu al País Basc, sobretot en aquells indrets allunyats de les vies d'accés romanes, seria la causa de la pervivència de la primitiva religió basca fins a estadis molt tardans en comparança de la resta d'Europa; mostra d'això serien les restes de sengles assentaments pagans als contraforts d'Aralar encara al s. XIII.[18][19] A causa d'això no és estrany que l'arquetip de la Dea Mari haja sobreviscut fins a l'actualitat, tot i que fora en molts casos demonitzada per l'Església.

- Una altra clau vital en la pervivència d'aquesta estructura psicosocial preindoeuropea és, com Barandiarán apuntava, que la base de l'economia d'Euskal Herria haja estat durant segles el pasturatge, la pesca i agricultura. En aquests dos primers casos les dones, mares i àvies eren qui havien de dirigir la família mentre el marit i pare romania llargues temporades fora; d'aquesta manera es perpetuà fins ben entrada la Revolució industrial el matriarcalisme basc, encara latent.

## Quadre categorial simplificat
El següent quadre categorial de tipus ideals weberians o tipus ideal-reals resumiria el que s'ha dit:
| Matriarcal-Natura (= Basc)                            | Patriarcal-Racionalisme                                   |
| ----------------------------------------------------- | --------------------------------------------------------- |
| Comunalisme (Comunitat)                               | Individualisme (Societat)                                 |
| Naturalisme                                           | "Culturalisme"                                            |
| Fixació a Mare-Natura                                 | Fixació a Pare-Llei                                       |
| Fixació a la terra-família-clan                       | Fixació raó-estat                                         |
| Irracionalismo (màgia, mite, utopia)                  | Racionalisme (el present-donat)                           |
| Socialisme tribal (l'autòctona)                       | Universalitat (igualtat formal)                           |
| Elementarisme-no verbal                               | Abstracte-verbal                                          |
| Religiositat                                          | Secularització                                            |
| Conflicte d'Autoritat                                 | Autoritat paternalitzada                                  |
| L'agrari retroprogressiu                              | El progressiu-urbà                                        |
| El sensible general-il·limitat (panteisme)            | La idea delimitadora                                      |
| Material-Potència                                     | Forma-Acte                                                |
| La Destinació (llibertat com a necessitat)            | La llibertat formal                                       |
| La família                                            | Aïllament                                                 |
| Dret natural                                          | Dret civil                                                |
| El costum (furs)                                      | La llei                                                   |
| L'esdevenir (cíclic)                                  | El ser (el lineal)                                        |
| El verb (dinàmic)                                     | El nom (estàtic)                                          |
| El temps, la Mare, el fosc                            | L'espai, el dia, el clar.                                 |
| Confiança en la Mare Natura                           | Desconfiança en la vida, por a Déu                        |
| El principi femení de la vida: totalització de sentit | Principi masculí                                          |
| L'existència concreta                                 | L'essència                                                |
| L'oral-assumptiu (txokos...)                          | L'anal-agressiu                                           |
| Constitució de germandats (-homosexualitat)           | Repressió de l'homosexualitat                             |
| La dona omnipotent/bruixa (ambivalència)              | La dona com a "complement" de l'home                      |
| Igualtat de sexe (l'home salvat per la dona)          | Heroisme patriarcal (l'heroi cavalleresc salva a la dona) |
| Cosmomorfismeo                                        | Antropomorfisme                                           |
| L'auditiu-tàctil                                      | El visual-ascensional                                     |
| Sedentarisme                                          | Nomadisme                                                 |
| Ritualisme (folklore, simbolisme)                     | Ètica formal (principis)                                  |
| Totemisme: dicotomies rígides bé/dolent               | Flexibilitat (distinció)                                  |
| Estructura social lligadora                           | Desarrelament d'estrats socials                           |
| Valors transpersonals                                 | Valors personal-existencials                              |
| Identitat grupal                                      | No-identitat                                              |
| Corporativisme (societat = cos)                       | Distinció jo/societat                                     |
| Unitarisme (esperit/matèria, Déu/ésser humà)          | Separació (és/dona, Déu(home)                             |
| Catolicisme (l'Església-Corporació)                   | Protestantisme (racionalització)                          |